# Дворница
Дворница је насељено мјесто у Далмацији. Припада општини Рогозница, у Шибенско-книнској жупанији, Република Хрватска.

## Географија
Дворница се налази око 8,5 км источно од Рогознице.

## Историја
Насеље се до територијалне реорганизације у Хрватској налазило у некадашњој великој општини Шибеник.

## Становништво
Према попису становништва из 2011. године, насеље Дворница је имало 157 становника.
| Демографија | Демографија | Демографија |
| Година      | Становника  | Становника  |
| ----------- | ----------- | ----------- |
| 1971.       | 663         |             |
| 1981.       | 495         |             |
| 1991.       | 399         |             |
| 2001.       | 347         |             |
| 2011.       |             | 157         |

## Попис1991.
На попису становништва 1991. године, насељено место Дворница је имало 399 становника, следећег националног састава:
| Попис 1991.‍ | Попис 1991.‍ | Попис 1991.‍ | Попис 1991.‍ | Попис 1991.‍ |
| ----------- | ----------- | ----------- | ----------- | ----------- |
|             |             |             |             |             |
| Хрвати      | Хрвати      |             | 394         | 98,74%      |
| Муслимани   | Муслимани   |             | 1           | 0,25%       |
| Немци       | Немци       |             | 1           | 0,25%       |
| Срби        | Срби        |             | 1           | 0,25%       |
| непознато   | непознато   |             | 2           | 0,50%       |
| укупно: 399 |             |             |             |             |